# Christelle Guidicelli
Christelle Guidicelli, née le 27 février 1974, est une trampoliniste française.

## Carrière
Aux Championnats d'Europe de trampoline 1989, elle remporte la médaille de bronze en trampoline synchronisé avec Nathalie Treil.
En 1992, elle est médaillée de bronze mondiale de trampoline par équipes.